# ناثان فيرجيسون
ناثان فيرجيسون (بالإنجليزية: Nathan Ferguson) (مواليد 6 أكتوبر 2000) هو لاعب كرة قدم إنجليزي يلعب كمدافع في نادي كريستال بالاس.

## روابط خارجية
- ناثان فيرجيسون على موقع قاعدة بيانات كرة القدم.إي يو (الإنجليزية)
- ناثان فيرجيسون على موقع Soccerbase.com (لاعب) (الإنجليزية)
- ناثان فيرجيسون على موقع Soccerway.com (الإنجليزية)
- ناثان فيرجيسون على موقع عالم كرة القدم.نت (الإنجليزية)